# 레이백 스핀
레이백 스핀은 머리와 어깨가 뒤로 떨어지고 다시 얼음판을 향해 아래쪽으로 회전하는 수직 피겨 스케이팅 스핀이다.흔하지만 매우 어려운 유형이 비엘만 스핀이다.

## 역사
이 스핀은 영국의 세실리아 콜레지가 발명했다.

## 기술

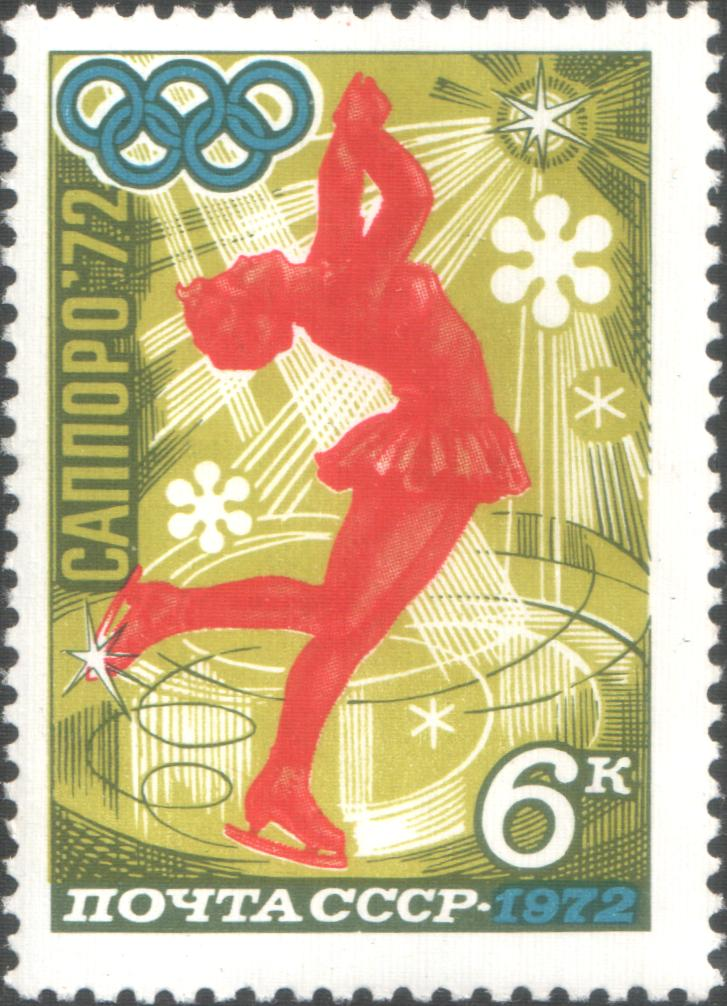

이 포지션은 올림픽을 포함하는 피겨 스케이팅 이벤트를 홍보하는 로고 및 배너에 게재되고, 피겨 스케이팅의 상징물이 되고 있다.
레이백 스핀은 이 측면 레이백 또는 옆으로 기대는 스핀으로 알려져 있는 경우에 더 많은쪽으로 기울고 몸통을 연기할 수 있다.